# Glossosoma baclava
Glossosoma baclava är en nattsländeart som beskrevs av Malicky 1972. Glossosoma baclava ingår i släktet Glossosoma och familjen stenhusnattsländor. Inga underarter finns listade i Catalogue of Life.